# لیتاگو
لیتاگو (به اسپانیایی: Litago) یک دهستان در اسپانیا است که در استان ساراگوسا واقع شده‌است. لیتاگو ۱۵ کیلومتر مربع مساحت و ۱۹۵ نفر جمعیت دارد.